# Рудольф Гінц
Рудольф Гінц (нім. Rudolf Hinz; 22 лютого 1920, Берлін — 1 грудня 1955) — німецький офіцер-підводник, оберлейтенант-цур-зее крігсмаріне. Кавалер Німецького хреста в золоті.

## Біографія
16 вересня 1939 року вступив на флот. З вересня 1941 по березень 1942 року — 1-й вахтовий офіцер на підводному човні U-30, з 16 квітня 1942 року — на U-618. В жовтні-листопаді 1943 року пройшов курс командира човна. З листопада 1943 року — інструктор зі стрільби в навчальному з'єднанні Вищого командування торпедних училищ. З грудня 1944 року переданий в розпорядження 11-ї флотилії. З січня 1945 року — командир U-1004, на якому здійснив 1 похід (27 січня — 20 березня). В травні був взятий в полон.
Всього за час бойових дій потопив 2 корабля загальною водотоннажністю 2293 тонни.
| Дата           | Назва корабля          | Тип               | Тоннаж | Вантаж  | Екіпаж | Загинули | Країна             | Конвой |
| -------------- | ---------------------- | ----------------- | ------ | ------- | ------ | -------- | ------------------ | ------ |
| 22 лютого 1945 | Alexander Kennedy      | Торговий пароплав | 1,313  | Вугілля | 19     | 1        | Британська імперія | BTC-76 |
| 22 лютого 1945 | HMCS Trentonian (K368) | Корвет            | 980    |         | 97     | 6        | Канада             | BTC-76 |

## Звання
- Кандидат в офіцери (16 вересня 1939)
- Морський кадет (1 лютого 1940)
- Фенріх-цур-зее (1 липня 1940)
- Оберфенріх-цур-зее (1 липня 1941)
- Лейтенант-цур-зее (1 березня 1942)
- Оберлейтенант-цур-зее (1 жовтня 1943)

## Нагороди
- Залізний хрест 2-го і 1-го класу
- Нагрудний знак підводника
- Німецький хрест в золоті (26 березня 1945)